# 逮捕前置主義
逮捕前置主義（たいほぜんちしゅぎ）とは、刑事手続における立法の一つでありアメリカや日本に見られる。

## 内容
ある被疑事実について被疑者を身柄拘束する場合、公訴提起前においては、長時間の身柄拘束である起訴前勾留を行う前に必ず短時間の身柄拘束である逮捕を先行させなければならないというものである。同時にこれは、身柄拘束について逮捕時点で行う第一段階のチェックと勾留時点で行う第二段階のチェックを経なければならないということでもある。
逮捕前置主義を採用していない韓国では、未逮捕状態の被疑者について勾留質問（勾留状を出す前に被疑者に陳述する機会が与えられる手続き）が行われる際に、裁判官が勾引のための勾留状を発布して被疑者を勾引することになっている。

## 根拠
刑事訴訟法207条等に間接的な形で示されている。

## 具体例
たとえば、「窃盗」で逮捕された被疑者につき、逮捕の際の取調べで殺人を行っていたことが明らかになり、逆に窃盗は行っていなかったことが明らかになった。この場合、「窃盗」で勾留請求しても、被疑事実の嫌疑が消滅しているから却下される。では、勾留請求において「殺人」の被疑事実で勾留請求すれば勾留は認められるか。
この場合も、勾留請求は却下である。なぜなら、殺人については逮捕が先行していないからである。
では、「窃盗」で逮捕したが、勾留請求の際に殺人の嫌疑も窃盗の嫌疑もある場合はどうか。この場合に、「窃盗」の被疑事実で勾留請求して認められるのはもちろんであるが、「窃盗・殺人」の被疑事実で勾留請求したとき、殺人部分を付け加えることに問題はないか。
実務上は、便宜的に問題はないだろうということであろうか、この場合そうした扱いを認める。先ほど述べた考え方を素直に当てはめると問題があるが、殺人で逮捕しなおすと被疑者の身柄拘束時間が延びる虞もあって被疑者に不利である考え方もあり、そのように考えられている。ただし、これについては、被疑者は必要な時間だけ最低限身柄拘束すべきものであり、身柄拘束時間が不必要に「延び」るのなら、その時点で釈放すればよいのだという再反論が考えられる。

## この考え方から導かれること
この考え方により、逮捕と起訴前勾留の位置関係が示されている。つまり、逮捕は起訴前勾留という長い身柄拘束を行うための前段階として考えられているということである。
この考え方を反映して、逮捕の違法については、逮捕自体を違法として準抗告を行うことが認められていない。逮捕の違法は、勾留の違法を主張する準抗告で同時に判断されることとなる。
逮捕前置主義により、違法な逮捕に連続した勾留はやはり違法なものとなると考えられている。
もっとも、違法といっても程度があり、違法な逮捕に連続して勾留請求を行ったりしても、重大な違法でなければ勾留請求が却下されることはない。勾留の際に準抗告を行っても同じことである。
また、逮捕の違法は、その後引き続いて行われた勾留の際に行われた自白の任意性や、供述及び供述に基づいて収集された物的証拠についての違法収集証拠排除法則の問題を生じる。

## 間違いやすい問題
逮捕前置主義においては、あくまで勾留請求や勾留延長請求の明示的な対象となっている被疑事実について、逮捕が先行しているかを問題とする。そのため、前置する逮捕に重大な違法がある場合などは、勾留請求は認められない。
一方、勾留請求や勾留延長請求について、明示的に対象となっていない被疑事実により被疑者を身柄拘束しておきたいということがよくある。そのような必要性がある場合にも勾留・勾留延長ができるかという問題がある。
しかし、それは事件単位の原則の問題であり、逮捕前置主義の問題ではないことに注意を要する。
なお、事件単位の原則によれば、上記のように明示的に対象となっていない被疑事実をもって身柄拘束の必要性を判断することは許されない。